# Baró de Rialp
|  | No s'ha de confondre amb Marquesat de Rialb. |

El títol nobil·liari de baró de Rialp fou concedit per primera vegada l'any 1925 a l'industrial barceloní i conseller de l'ajuntament de Barcelona Claudi de Rialp Navinés (1862 - 1949). El títol continua en la mateixa família essent l'actual baró de Rialp en Josep Mª de Rialp i de Setmenat.

## Llista de barons
|                         | Titular                             | Període                 |
| Creació per Alfons XIII | Creació per Alfons XIII             | Creació per Alfons XIII |
| ----------------------- | ----------------------------------- | ----------------------- |
| I                       | Claudi de Rialp Navinés             | 1925-1936               |
| II                      | Joan Claudi de Rialp i Pons         | 1956-1966               |
| III                     | Claudi de Rialp i Peyra             | 1966-1967               |
| IV                      | Josep Maria de Rialp i de Sentmenat | 1969-actual titular     |

## Història dels barons de Rialp
- Claudi de Rialp i Navinés (.-1949), I baró de Rialp.

1. Es casà amb Maria Empar Pons i Calvet. Cedí el títol en 1936 al seu fill, qui el va succeir en 1956:

- Joan Claudi de Rialp i Pons (1888-.), II baró de Rialp.

1. Es casà amb Maria del Pilar Peyra i Corominas. El va succeir, en 1966, el seu fill:

- Claudio de Rialp i Peyra, III baró de Rialp.

1. Es casà amb Maria Assumpció de Sentmenat i Gallart. El va succeir, en 1969, el seu fill:

- Josep Maria de Rialp i de Sentmenat, IV baró de Rialp.

1. Es casà amb Ana Cristina Werring.